# POWER HOUR
POWER HOUR（パワー・アワー）は、Heart FMで放送されているラジオ番組である。

## 概要
その日一日の出来事をジェイムス・ヘイブンス独自の視点で取り上げ紹介するほか、随時リスナーと電話をつなぎリクエストに答えていく。「仕事終わりのリスナーやこれから仕事が始まるリスナーにパワーを送る番組」としている。
2011年4月よりZIP-FMにて放送開始。ジェイムス・ヘイブンスにとって、8年ぶりの帯番組（月-木）担当となる。2012年3月29日に一旦終了したが、2023年3月22日よりHeart FMで復活した。
Heart FMでの配信は2024年2月29日をもって一旦休止したが、同年3月22日より再開した。同日、岐阜市のコミュニティ放送であるFMわっちでも同時ネット（番組供給）を開始。
2024年7月22日から同年7月31日までは、コミュニティ放送開局の準備期間として休止していた。

## 放送時間

### 現在
Heart FM
- 毎週月 - 木曜日 18:00 - 19:00（2023年3月22日 - 2024年2月29日、2024年3月22日 - 2024年7月19日、2024年8月1日 - ）[2]

### 過去
ZIP-FM
- 毎週月 - 木曜日 19:00 - 20:00（2011年4月 - 2012年3月29日）

FMわっち
- 毎週月 - 金曜日 18:00 - 19:00（2024年3月22日 - 2024年7月19日、2024年8月1日 - 2024年12月）

## タイムテーブル
このほか、リスナーと電話をつないでのリクエストコーナーがある（ただしほとんど最後までオンエアされることはない）。

### Heart FM時代
| 時間      | コーナー                                                                                                   |
| --------- | --- |
| 18:00     | オープニング この日のニュースを一気に紹介する。                                                            |
| 18:17     | TRAFFIC INFORMATION                                                                                        |
| 18:19     | NEWS&WEATHER                                                                                               |
| 18:23     | HEART CALL 基本的にリスナーによる人生相談が行われる 不定期でスポンサーなどに電話したり、ゲストが来たりする |
| 18:37     | RIDE ON TIME 基本的にリスナーによる生リクが行われる 不定期でスポンサーなどに電話したり、ゲストが来たりする |
| 18:50ごろ | エンディング 基本的に月毎にエンディングテーマが、Heartが曲名に付く洋楽が流れる                             |
| 18:55ごろ | フィラーとしてステーションソング「Heart FM 応援歌」を放送                                                  |

### ZIP-FM時代
| 時間          | コーナー                                                                                            |
| ------------- | --------------------------------------------------------------------------------------------------- |
| 19:23         | Headline News 平日のニュース最終版となる。                                                          |
| 19:25         | Weather Information ここでジェイムスがInformation担当のアナウンサーとクロストークを行うことがある。 |
| 19:30 - 19:40 | 日替わり企画                                                                                        |
| 19:59         | エンディング、TIME SIGNALを挟みRADIO KICKに接続                                                     |

## ショートプログラム

### 現在（Heart FM時代）
HEART CALL
リスナーからの電話での人生相談にジェイムスが答えるコーナー。電話に出たリスナーには「ラッキんホルダー」がプレゼントされる。スポンサーは時期によって異なる。
RIDE ON TIME
リスナーからの生リクを受け付けているコーナー。なお、コーナー冒頭では山下達郎の同名の曲が流れる。スポンサーは時期によって異なり、スポンサーがない時期もあった。

上記2つのコーナーは、不定期でスポンサーなどに電話したり、ゲストが来たりする

### 過去（ZIP-FM時代）
I AM WOMEN（月曜日）
イネスシークレット提供。女性を輝かせる8週間プログラムである『イネスシークレット』の概要紹介とともに、応募・選抜された5名によるプログラム実践日誌（ブログ連動）。2011年8月より、2ヶ月間限定放送
WEEKSTARTER（月曜日）
ジェイムスによる人生相談コーナー。（2011年7月末をもつて休止）
REMEMBER THE TIME（火曜日）
エコリーフ提供。ひとつの年代を取り上げ、その年の出来事や流行した曲をピックアップする。
HOLD ON TO THE NIGHT（水曜日）
サントリー提供。毎回一人のZIPPIE（リスナー）と電話トークにて（そのリスナーにとっての）思い出の曲とその曲にまつわるエピソードを伺い、尚且つそのエピソードをジェイムスとロボ丸による即興漫才にして（ジェイムス曰く、「思い出を台無しにして」）紹介する。
DRIVE MY CAR（木曜日）
名古屋ダイハツ・三河ダイハツ（現・愛知ダイハツ）提供。毎回ビートルズの曲を楠田晴正の解説とともに紹介する。